# Chiesa di Santa Maria dei Battilani

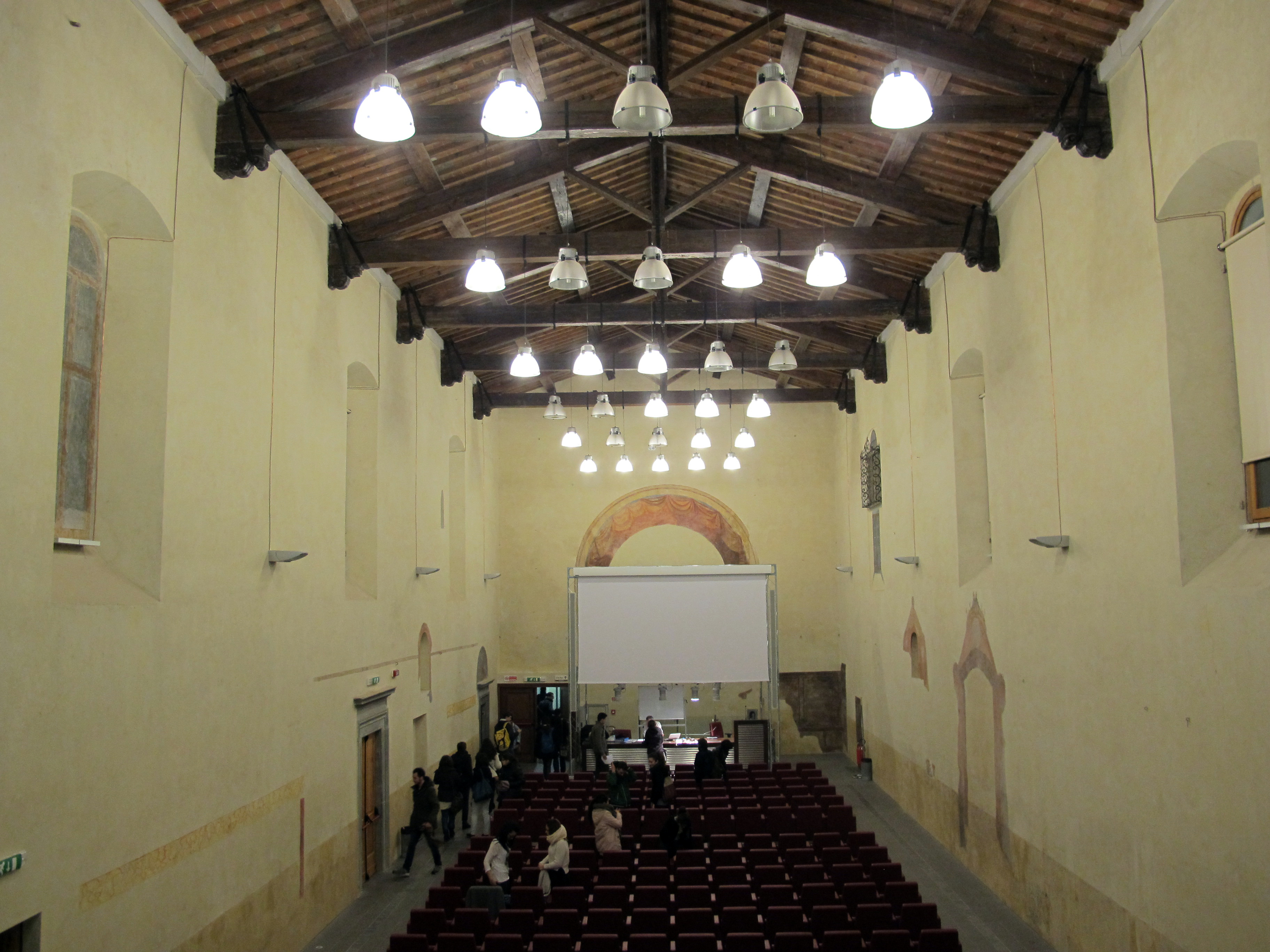
L'aula della chiesa

La ex-chiesa di Santa Maria dei Battilani si trova in via Santa Reparata 25r-27r (già 65) a Firenze, con antichi ingressi in via delle Ruote 17 e via San Zanobi 80.

## Storia e descrizione
In questa ampia chiesa, rimaneggiata nel Seicento, aveva sede la corporazione dei Ciompi, cioè dei più umili lavoratori della filiera laniera, che dopo il tumulto del 1378 rinacque nel 1380 come confraternita dei Battilani. Su via delle Ruote si vede una mostra d'accesso, con un portale cinquecentesco dal timpano spezzato affiancato in alto dal pettine e il graticcio, insegna dell'antico mestiere.
La chiesa vera e propria si trova invece presso via Santa Reparata 25/27 rosso (il portale col n. 65 è stato accecato nei lavori del 2010-2012), su un edificio senza elementi particolari in facciata se non un alto stemma dei Battilani in alto.
La chiesa è a lunga aula unica, coperta da capriate lignee, ed è illuminata da otto finestroni. Una cosa singolare è la presenza di numerose porte secondarie, tutte dotate di acquasantiera, da cui si poteva accedere dalle vie adiacenti. Oggi conserva resti di affreschi sei-settecenteschi.
Federico Fantozzi, nella sua guida del 1842, ricordava come fosse adorna di pregevoli opere d'arte, quali due ritratti di Michele di Lando di Cristofano dell'Altissimo (oggi nei depositi di palazzo Pitti), alcuni dei principi medicei, e una pala dell'Assunta tra i santi Giovanni Battista ed Evangelista, che sostituiva quella di Ridolfo del Ghirlandaio.
Dopo la soppressione della Confraternita (1785) e dell'Università dei Battilani (1870), la chiesa venne data in uso perpetuo al priore di San Lorenzo per l'insegnamento del catechismo, e fino agli anni trenta del Novecento vi si svolse l'opera assistenziale del "Pane Quotidiano", che offriva a chiunque ne facesse richiesta una razione di pane giornaliera da consumarsi sul posto.
Infine, una delibera della Regione Toscana del 14 giugno 1983 ha soppresso il fondo di rendita dell'Opera Pia Università dei Battilani, assegnandone il patrimonio residuo al Comune di Firenze, che nel 2005 la concesse in uso gratuito all'Università degli Studi di Firenze. Per diversi anni l'edificio è oggetto di un cantiere di restauro e di adeguamento funzionale su progetto dell'architetto Giuseppe Cruciani Fabozzi, teso a farne un auditorium per le facoltà del centro storico e sede di uffici universitari, conclusi entro il 2014.